# Phylica pulchella
Phylica pulchella är en brakvedsväxtart som beskrevs av Rudolf Schlechter. Phylica pulchella ingår i släktet Phylica och familjen brakvedsväxter. Inga underarter finns listade i Catalogue of Life.